# L'Écho magazine
Pour les articles homonymes, voir Écho magazine.
L'Écho Magazine est un magazine de la presse écrite sur la culture sourde qui paraît en France depuis 1908 sous le nom Écho de Famille par Alexandre Lemesle.

## Édition
L'Écho Magazine est un magazine mensuel d'information générale sur la société, la politique, la culture, les actualités sur la communauté sourde avec des interviews de Sourds. Ce magazine est l'un des plus anciens mazagine. Entre 1908 et 1996, il a pour titre L'Écho de Famille avant d'être renommé L'Écho Magazine.

## Histoire
L'Echo de Famille a été fondé en 1908 à Poitiers, par Alexandre Lemesle, alors directeur de l'école des sourds de Poitiers, qui était un frère en civil (Frère Benoît). Il a poursuivi la parution de son journal lorsqu'il fut nommé directeur de l'Institut La Persagotière à Nantes.

## L'association Presse Édition Surdité
L'association Presse Édition Surdité (PES) gère L'Echo Magazine.

### L'équipe
- Président : Jean-Claude Boursin
- Directeur du journal : Françoise Chastel
- Secrétaire général : Michelle Bonnot
- Trésorière : Joëlle Barberot, femme de Raymond Barberot
- Rédactrice en chef : Françoise Chastel
- Conseillers :
  - Charles Funfrock
  - J.-Jacques Poujoulat
  - J.-Claude Lillo

## Diffusion
La diffusion se répartissent sur le monde, soit quinze pays et la France :
| Année     | 20 février 2012 |
| --------- | --------------- |
| Diffusion | 1 925           |

La liste de pays abonnés:
- Congo
- Gabon
- Côte d'Ivoire
- Cameroun
- Haïti
- Japon
- États-Unis
- Italie
- Belgique
- Allemagne
- Portugal
- Angleterre
- Suisse
- Tunisie
- Finlande

### Ouvrages
: document utilisé comme source pour la rédaction de cet article.
- L'Echo Magazine, le mensuel des sourds